# Der Ackermann aus Böhmen

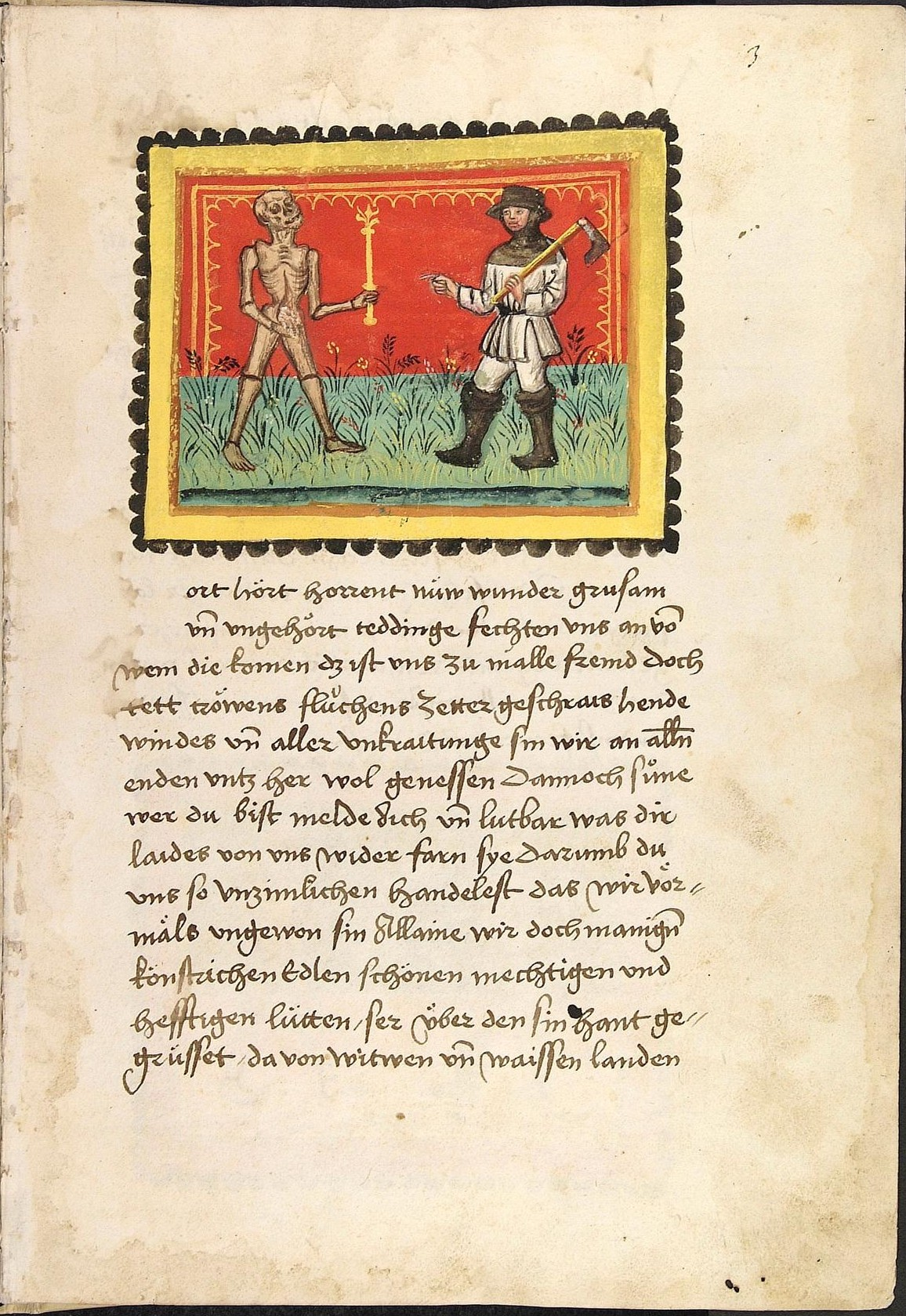
Cod. Pal. germ. 76, Blatt 3r – Beginn des 2. Kapitels: der Tod fordert Namen und Begründung der Anklage; Handschrift produziert in der Werkstatt des Ludwig Henfflin um 1470, vermutlich in Stuttgart

Der Ackermann aus Böhmen (auch: Der Ackermann und der Tod) ist ein Werk des Johannes von Tepl, das um 1400 entstand, zunächst in verschiedenen Handschriften verbreitet wurde und erstmals um 1460 in Bamberg im Druck erschien. Es war eines der ersten Werke auf Deutsch, das mit Holzschnitten versehen war.

## Inhalt und Bedeutung
Das Streitgespräch zwischen dem „ackerman“ und dem Tod, den er wegen des Todes seiner Frau verklagt, gilt als eines der bedeutendsten Werke der spätmittelalterlichen deutschen Literatur. Neben seinem rhetorisch-stilistischen Rang ist der Text auch als sozial- und mentalitätsgeschichtliche Quelle von hoher Bedeutung, unter anderem weil er ein – in der zeitgenössischen Theologie umstrittenes und noch lange Zeit später nicht selbstverständliches – Konzept der Ehe als Liebesgemeinschaft vertritt. Erstmals in der mittelalterlichen Literatur lehnt sich ein Mensch hier gegen den Tod auf und kritisiert damit auch Gottes Allmacht, der sich die Menschen bislang unterwarfen. Deshalb wurde das Werk zu Beginn des 20. Jahrhunderts, z. B. von Konrad Burdach, als Vorläufer bzw. Anfang des Humanismus in der deutschen Literatur angesehen. Spätere Einordnungen betonten hingegen die Aspekte des Werkes, die stärker zum Mittelalter gehören.
Das Werk besteht aus insgesamt 34 Kapiteln. In den ungeraden Kapiteln beschuldigt der „Ackermann“ den Tod, der ihm seine geliebte Frau geraubt hat, in den geraden Kapiteln antwortet der Tod. Gegen die Emotionen des „Ackermanns“ setzt er Logik, stellenweise auch Zynismus ein. Im Kapitel 33 tritt Gott auf, erkennt das Recht des Ackermanns, sein Leid zu klagen, an, aber auch das Recht des Todes, die Erkenntnis auszusprechen, dass alles Leben einmal sterben muss, ohne jedoch dafür eine moralische Begründung zu liefern. Dem anklagenden Ackermann gebühre die Ehre, dem Tode aber der Sieg. Das Kapitel 34 ist ein hymnisches Gebet des „Ackermanns“ für die Seele seiner verstorbenen Frau mit einem Lobpreis Gottes.
Das Werk ist durch sein hohes sprachliches Niveau bemerkenswert. Es lässt sich nicht eindeutig nachweisen, ob ein Erlebnis des Autors zu Grunde liegt (einige datieren den Text nach dem Tod von Johannes’ möglicherweise erster Frau Margret am 1. August 1400) oder ob es sich um ein „gelehrtes Werk“ (Christian Kiening) auf der Basis einer Fiktion handelt.
Der Text (Kapitel I) beginnt so:

„Grimmiger tilger aller lande, schedlicher echter aller werlte, freissamer morder aller guten leute, ir Tot, euch sei verfluchet! got, ewer tirmer, hasse euch, vnselden merung wone euch bei, vngeluck hause gewaltiglich zu euch: zumale geschant seit immer! Angst, not vnd jamer verlassen euch nicht, wo ir wandert; leit, betrubnuß vnd kummer beleiten euch allenthalben; leidige anfechtung, schentliche zuversicht vnd schemliche verserung die betwingen euch groblich an aller stat; himel, erde, sunne, mone, gestirne, mer, wag, berg, gefilde, tal, awe, der helle abgrunt, auch alles, das leben vnd wesen hat, sei euch vnholt, vngunstig vnd fluchend ewiglichen! In bosheit versinket, in jamerigem ellende verswindet vnd in der vnwiderbringenden swersten achte gotes, aller leute vnd ieglicher schepfung alle zukunftige zeit beleibet! Vnuerschampter bosewicht, ewer bose gedechtnuß lebe vnd tauere hin on ende; grawe vnd forchte scheiden von euch nicht, wo ir wandert vnd wonet: Von mir vnd aller menniglich sei stetiglichen vber euch ernstlich zeter geschriren mit gewundenen henden!“

„Grimmiger Tilger aller Leut, schädlicher Ächter aller Welt, furchtbarer Mörder aller Menschen, Tod, seid verflucht! Gott, Euer Schöpfer, hasse Euch, maßloses Unheil wohne bei Euch, gewaltiges Unglück hause mit Euch: gänzlich entehrt seid für immer! Angst, Not und Jammer verlasse Euch nicht, wo Ihr auch wandert; Leid, Betrübnis und Kummer begleite Euch allenthalben; schmerzvolle Anfechtung, schändliche Angst und schmähliche Feindschaft bezwinge Euch gröblich an jeder Stätte! Himmel, Erde, Sonne, Mond, Gestirne, Meer, Flut, Berg, Feld, Tal, Au, der Höllenabgrund, alles, was Leben und Wesen hat, sei Euch unhold, ungünstig und fluche Euch ewiglich! In Bosheit versinket, in Elend verschwindet, in der unaufhebbaren schwersten Acht Gottes, aller Menschen und aller Geschöpfe verbleibet während jeglicher zukünftigen Zeit! Unverschämter Bösewicht, Euer schlimmes Gedächtnis lebe und daure ohn Ende; Grauen, Furcht scheide von Euch nicht, wo immer Ihr wohnt. Von mir und allmäniglich sei über Euch Wehe geschrieen mit gerungenen Händen!“

## Textausgaben
- Johannes von Tepl: Der Ackermann. Aufgrund der deutschen Überlieferung und der tschechischen Bearbeitung kritisch hg. von Willy Krogmann. Wiesbaden 1954.
- Johannes de Tepla, civis Zacensis, Epistola cum Libello Ackerman und Das Büchlein Ackerman. Nach der Freiburger Hs. 163 und nach der Stuttgarter Hs. HB X 23, herausgegeben und übersetzt von Karl Bertau. De Gruyter, Berlin 1994. Bd. 1: Text und Übersetzung. ISBN 3-11-014019-5.

## Neuhochdeutsche Fassungen
in der Reihenfolge des Erscheinens
- Johannes von Saaz: Der Ackermann aus Böhmen. Hrsg. und mit dem tschechischen Gegenstück „Tkadlecek“ verglichen von Johann Knieschek. Prag 1877. (Digitalisat beim Internet Archive).
- Der Ackermann aus Böhmen des Johannes von Saaz. Anton Bernt, Heidelberg 1929.
- Johannes von Tepl: Der Ackermann und der Tod. Übertragung von Ernst Günther Carnap. Berlin 1939.
- Johannes von Saaz: Der Ackermann aus Böhmen. Hrsg. von Erich Gierach und übertragen von E.G. Kolbenheyer. Prag 1943.
- Der Ackermann und der Tod. Übersetzt von Hans Franck, Union Verlag, Berlin 1955.
- Johannes von Tepl: Der Ackermann und der Tod. Ein Streitgespräch. Ins Neuhochdeutsche übertragen von Willy Krogmann. Insel Verlag, Wiesbaden 1957 (= Insel-Bücherei. 198/C).
- Johannes von Tepl: Der Ackermann und der Tod. Zweisprachig. Übertragung, Anmerkungen und Nachwort von Felix Genzmer, Bibliographie von Wolfgang Mieder (= Reclams Universal-Bibliothek. 7666). Stuttgart 1963.
- Johannes von Tepl: Der Ackermann aus Böhmen. Übertragen ins Neuhochdeutsche von Martin Vosseler. München 1972.
- Johannes von Tepl: Der Ackermann. Hrsg., übersetzt und kommentiert von Christian Kiening. Stuttgart 2000.

## Hörspielfassung
- Der Ackermann und der Tod. Nach der gleichnamigen Erzählung von Johannes von Saaz. Hörspiel von Gunnar Müller-Waldeck. Klavierimprovisation: Burghard Meier. Regie: Barbara Plensat. Produktion: Rundfunk der DDR.

## Musikalische Bearbeitungen
- Helmut Bieler: Der Ackermann aus Böhmen. Oratorium. Libretto: Dietrich W. Hübsch (nach dem gleichnamigen Werk des Johannes von Tepl)
  - Fassung für Sprecherin, 2 Sprecher, Alt, Bariton, Orgel, Synthesizer, Percussion und Tonband (1977, revidiert 1982). UA 1977 Bad Hersfeld. Revidierte Fassung: UA 1978
  - Fassung für 2 Sprecher, Orgel, Synthesizer, Percussion und Tonband (1978)
- Dorothea Hofmann: Der Ackermann aus Böhmen (2015, nach Johannes von Tepl). Orgelmusik zu einem Streitgespräch. UA 17. Oktober 2015 Fürth (St. Michael). Sirka Schwartz-Uppendieck (Orgel), Heiko Ruprecht (Ackermann), Michael Vogtmann (Tod)

## Forschungsliteratur
in der Reihenfolge des Erscheinens
- Gerhard Hahn: Die Einheit des Ackermann aus Böhmen. Studien zur Komposition (= Münchener Texte und Untersuchungen zur deutschen Literatur des Mittelalters. Band 5). Beck, München 1963
- Hans Rupprich, Hedwig Heger: Die deutsche Literatur vom späten Mittelalter bis zum Barock. Erster Teil. Das ausgehende Mittelalter, Humanismus und Renaissance 1370–1520. 2. Auflage. C. H. Beck, München 1994, ISBN 3-406-37898-6, S. 393–400 (Erstausgabe:  1970).
- Ernst Schwarz (Hrsg.): Der Ackermann aus Böhmen des Johannes von Tepl und seine Zeit. Wissenschaftliche Buchgesellschaft, Darmstadt 1968.
- Antonín Hrubý: Der „Ackermann“ und seine Vorlage. München 1971.
- Rosemarie Natt: Der „Ackerman aus Böhmen“ des Johannes von Tepl. Ein Beitrag zur Interpretation. Göppingen 1978.
- Karl Bertau: Johannes de Tepla, civis Zacensis, Epistola cum Libello Ackerman und Das Büchlein Ackerman. Nach der Freiburger Hs. 163 und nach der Stuttgarter Hs. HB X 23, herausgegeben und übersetzt von Karl Bertau. De Gruyter, Berlin 1994. Band 2: Untersuchungen. Einleitung, Untersuchungen zum Begleitbrief und zu den Kapiteln 1 bis 34 des Textes und Wörterverzeichnis mit Exkursen. ISBN 3-11-014634-7.
- Christian Kiening: Schwierige Modernität. Der „Ackermann“ des Johannes von Tepl und die Ambiguität historischen Wandels. Tübingen 1998.
- Albrecht Hausmann: Der „Ackermann aus Böhmen“ und die Prager Juden um 1400. In: Beiträge zur Geschichte der deutschen Sprache und Literatur. 125, Heft 2, 2003, S. 292–323.
- Hildegunde Gehrke: Die Begriffe „Mittelalter“, „Humanismus“ und „Renaissance“ in den Interpretationen des „Ackermann aus Böhmen“. Göppingen 2004 (= Diss. Universität Mannheim).